# زولاي هيناو
زولاي هيناو (ولدت في 29 مايو 1979) ممثلة تلفزيونية وسينمائية وعارضة أزياء كولومبية أمريكية، شاركت بالتمثيل في عدد من الأفلام مثل  عرض غير قانوني  (2007)،  قتال  (2009)، تاكيرس (2010)،
بوي وندر (2011)، هوستيل: بارت ثري، نادي الأمهات العازبات
(2014) مذكرات حقيقية لقاتل دولي (2016). في عام 2014 بدأت بطولاتها كأحد الشخصيات الرئيسية في على قناة أوبرا وينفري نيتورك إذا كنت محبتك غلطة.

## نشأتها
ولدت هيناو في ميديلين ، أنتيوكيا ، كولومبيا. هاجرت هي وعائلتها إلى نيو جيرسي. بعد المدرسة الثانوية قضت ثلاث سنوات مع الجيش الأمريكي. التحق هيناو بمعهد نيويورك للفنون المسرحية لدراسة التمثيل.

## روابط خارجية
- زولاي هيناو على موقع IMDb (الإنجليزية)
- زولاي هيناو على موقع ألو سيني (الفرنسية)
- زولاي هيناو على موقع أول موفي (الإنجليزية)
- زولاي هيناو على موقع قاعدة بيانات الأفلام السويدية (السويدية)
- زولاي هيناو على موقع قاعدة بيانات الفيلم (الإنجليزية)
- زولاي هيناو على موقع كينوبويسك (الروسية)
- zulay_henao على تويتر.